# Hectomare
Hectomare est une commune française située dans le département de l'Eure en région Normandie.

## Géographie

### Localisation
|           | Amfreville-Saint-Amand, Fouqueville |         |
| Le Troncq | Hectomare                           | Crestot |
|           | Iville                              |         |

### Hydrographie
La commune est située dans le bassin Seine-Normandie. Elle n'est drainée par aucun cours d'eau,.

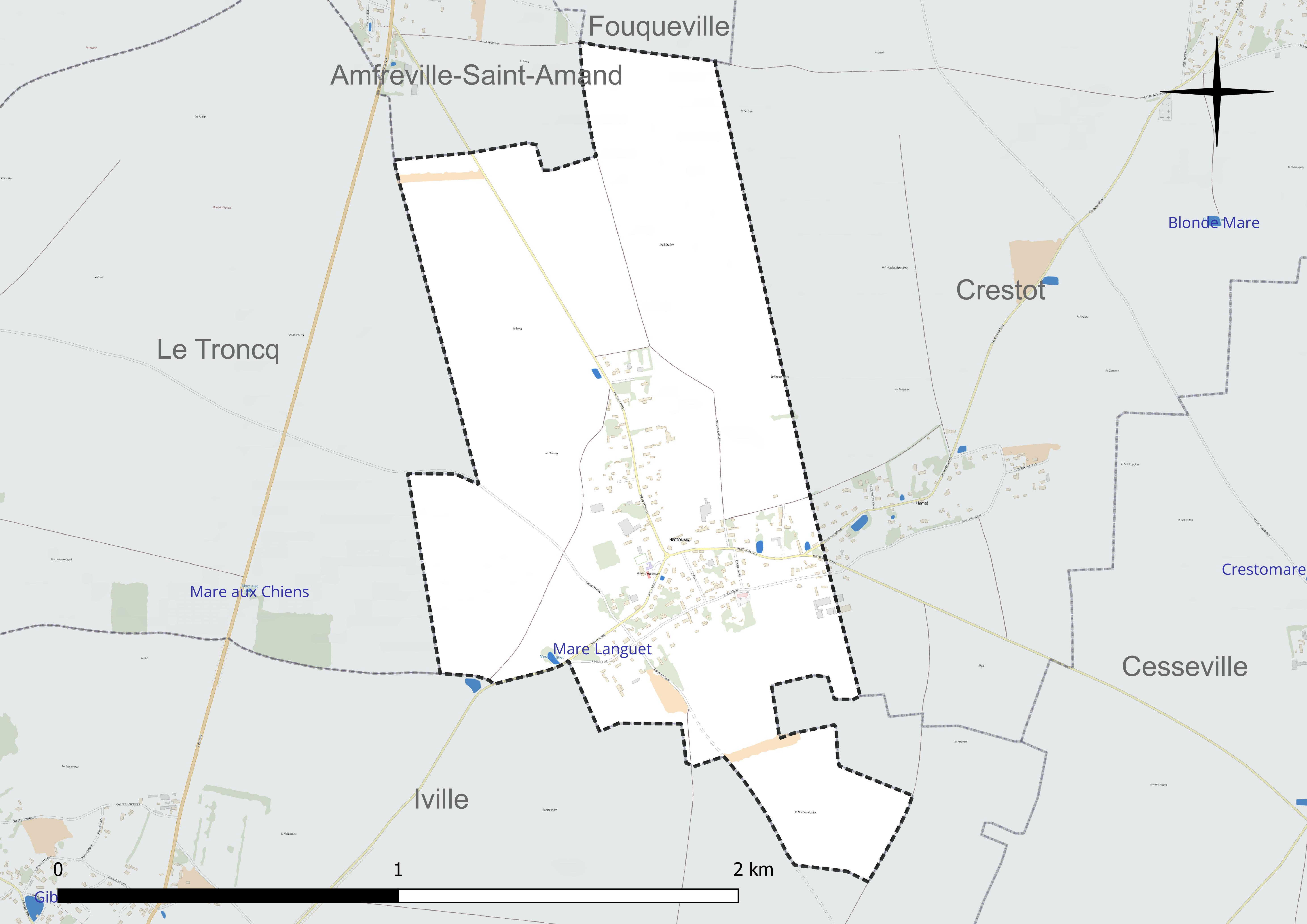
Réseau hydrographique d'Hectomare.

Un plan d'eau complète le réseau hydrographique : la mare Languet (0,1 ha),.

### Climat
Pour des articles plus généraux, voir Climat de la Normandie et Climat de l'Eure.
En 2010, le climat de la commune est de type climat océanique dégradé des plaines du Centre et du Nord, selon une étude du CNRS s'appuyant sur une série de données couvrant la période 1971-2000. En 2020, Météo-France publie une typologie des climats de la France métropolitaine dans laquelle la commune est exposée à un climat océanique et est dans la région climatique  Côtes de la Manche orientale, caractérisée par un faible ensoleillement (1 550 h/an) ; forte humidité de l’air (plus de 20 h/jour avec humidité relative > 80 % en hiver), vents forts fréquents. Parallèlement le GIEC normand, un groupe régional d’experts sur le climat, différencie quant à lui, dans une étude de 2020, trois grands types de climats pour la région Normandie, nuancés à une échelle plus fine par les facteurs géographiques locaux. La commune est, selon ce zonage, exposée à un « climat des plateaux abrités », correspondant aux plaines agricoles de l’Eure, avec une pluviométrie beaucoup plus faible que dans la plaine de Caen en raison du double effet d’abri provoqué par les collines du Bocage normand et par celles qui s’étendent sur un axe du Pays d'Auge au Perche.
Pour la période 1971-2000, la température annuelle moyenne est de 10,2 °C, avec  une amplitude thermique annuelle de 13,7 °C. Le cumul annuel moyen de précipitations est de 776 mm, avec 11,9 jours de précipitations en janvier et 8,2 jours en juillet. Pour la période 1991-2020, la température moyenne annuelle observée sur la station météorologique la plus proche, située sur la commune de Louviers à 16 km à vol d'oiseau, est de 11,8 °C et le cumul annuel moyen de précipitations est de 719,5 mm,. Pour l'avenir, les paramètres climatiques de la commune estimés pour 2050 selon différents scénarios d’émission de gaz à effet de serre sont consultables sur un site dédié publié par Météo-France en novembre 2022.

## Urbanisme

### Typologie
Au 1er janvier 2024, Hectomare est catégorisée commune rurale à habitat dispersé, selon la nouvelle grille communale de densité à 7 niveaux définie par l'Insee en 2022.
Elle est située hors unité urbaine et hors attraction des villes,.

### Occupation des sols
L'occupation des sols de la commune, telle qu'elle ressort de la base de données européenne d’occupation biophysique des sols Corine Land Cover (CLC), est marquée par l'importance des territoires agricoles (87,1 % en 2018), en diminution par rapport à 1990 (88,2 %). La répartition détaillée en 2018 est la suivante : 
terres arables (87,1 %), zones urbanisées (12,9 %). L'évolution de l’occupation des sols de la commune et de ses infrastructures peut être observée sur les différentes représentations cartographiques du territoire : la carte de Cassini (XVIIIe siècle), la carte d'état-major (1820-1866) et les cartes ou photos aériennes de l'IGN pour la période actuelle (1950 à aujourd'hui).

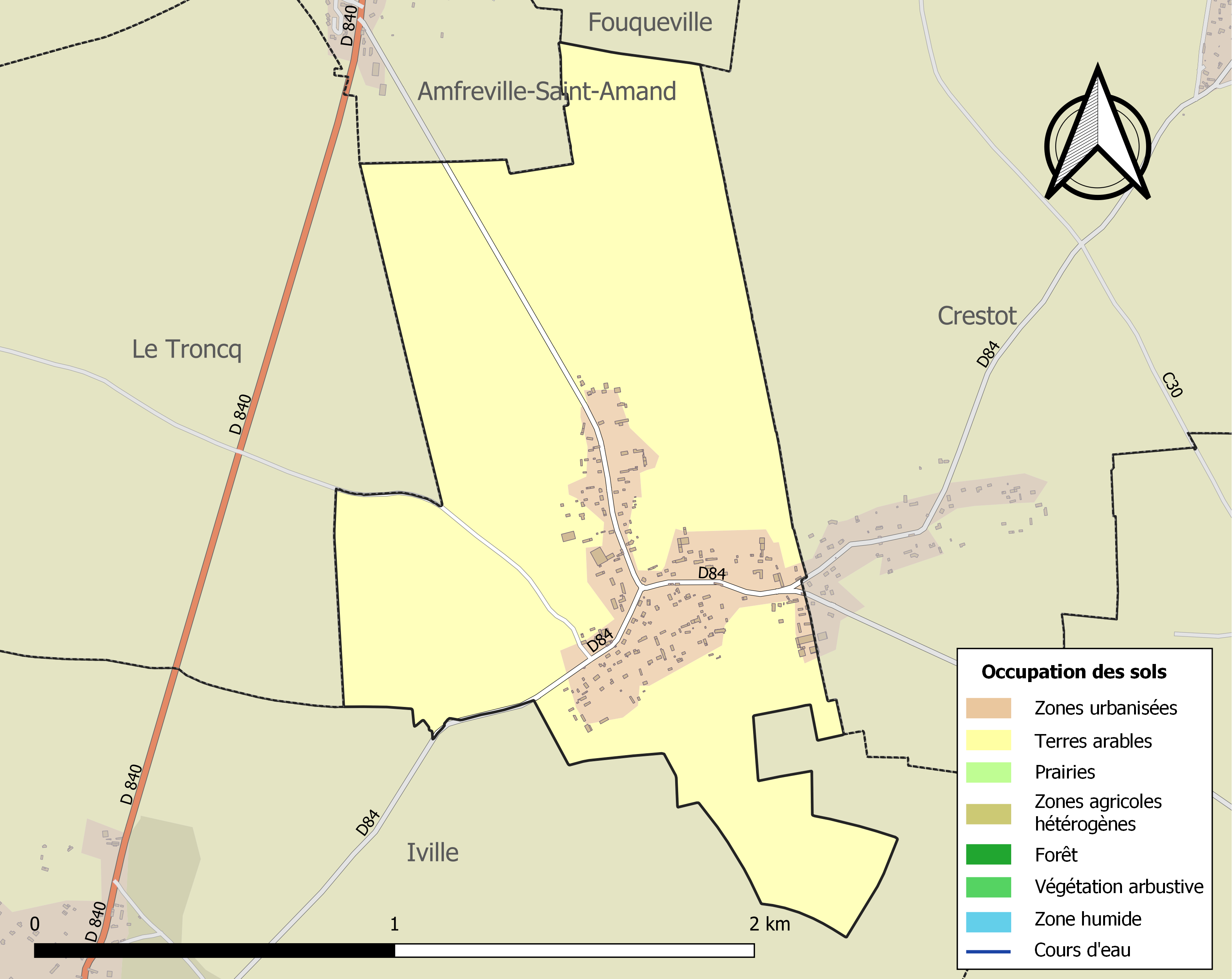
Carte des infrastructures et de l'occupation des sols de la commune en 2018 (CLC).

## Toponymie
Le nom de la localité est attesté sous les formes Quetomare en 1374 (archives d’Acquigny) ; Esquetomara en 1520 (1er p. d’Évreux) ; Ecquetomare en 1606 (titre de Cesseville) ; Ectomare en 1700 et 1767 (dépt de l’élection de Conches) ; Ectetomare en 1722 (Masseville) ; Equetomarre en 1754 (Dictionnaire des postes) ; Equetomare en 1839,.
IL s'agit d'une formation toponymique médiévale de type scandinave ou anglo-scandinave en -mare « mare, étang » (mare étant issu du vieux norois marr « mer », mot masculin, utilisé dans un sens restreint, tout comme le féroien marrur « vase, bourbe », sans doute renforcé par le vieil anglais mere « mare, étang, bassin » compris comme féminin). Le mot est passé en français vers le XVe siècle.
Le second élément est sans doute le nom de lieu norois Ecquetot (Eschetoth XIe siècle) situé à 5 km, comme l'indiquent les formes anciennes, le H- initial n'apparaissant que tardivement et sporadiquement,, est fantaisiste. D'où le sens global « mare d’Ecquetot ».

## Politique et administration
| Période                                  | Période  | Identité         | Étiquette | Qualité      |
| ---------------------------------------- | -------- | ---------------- | --------- | ------------ |
| mars 2001                                | 2014     | André Mettais    | DVD       |              |
| mars 2014                                | En cours | François Ployart | SE        | Contremaître |
| Les données manquantes sont à compléter. |          |                  |           |              |

## Démographie
L'évolution du nombre d'habitants est connue à travers les recensements de la population effectués dans la commune depuis 1793. Pour les communes de moins de 10 000 habitants, une enquête de recensement portant sur toute la population est réalisée tous les cinq ans, les populations de référence des années intermédiaires étant quant à elles estimées par interpolation ou extrapolation. Pour la commune, le premier recensement exhaustif entrant dans le cadre du nouveau dispositif a été réalisé en 2004.

En 2022, la commune comptait 216 habitants, en évolution de −3,14 % par rapport à 2016 (Eure : −0,25 %, France hors Mayotte : +2,11 %).
| 1793 | 1800 | 1806 | 1821 | 1831 | 1836 | 1841 | 1846 | 1851 |
| ---- | ---- | ---- | ---- | ---- | ---- | ---- | ---- | ---- |
| 315  | 328  | 325  | 302  | 283  | 266  | 250  | 244  | 224  |

| 1856 | 1861 | 1866 | 1872 | 1876 | 1881 | 1886 | 1891 | 1896 |
| ---- | ---- | ---- | ---- | ---- | ---- | ---- | ---- | ---- |
| 246  | 231  | 236  | 222  | 223  | 201  | 172  | 170  | 186  |

| 1901 | 1906 | 1911 | 1921 | 1926 | 1931 | 1936 | 1946 | 1954 |
| ---- | ---- | ---- | ---- | ---- | ---- | ---- | ---- | ---- |
| 150  | 154  | 150  | 133  | 129  | 116  | 110  | 130  | 111  |

| 1962 | 1968 | 1975 | 1982 | 1990 | 1999 | 2004 | 2006 | 2009 |
| ---- | ---- | ---- | ---- | ---- | ---- | ---- | ---- | ---- |
| 127  | 138  | 144  | 138  | 166  | 184  | 203  | 209  | 230  |

| 2014 | 2019 | 2022 | - | - | - | - | - | - |
| ---- | ---- | ---- | - | - | - | - | - | - |
| 227  | 212  | 216  | - | - | - | - | - | - |

## Lieux et monuments
L'église Saint Taurin possède un clocher dont la flèche hexagonale tourne de droite à gauche d'un 1/16e de tour environ ce qui en fait un clocher tors.